# FA Cup 1873-1874
La FA Cup 1873–74 fu la terza edizione del torneo di calcio più vecchio del mondo. Vi si iscrissero 28 formazioni, 12 in più dell'anno precedente; in realtà 6 di esse non scesero mai effettivamente in campo.

## Calendario della competizione
| Turni            | Date                            | Partite disputate | Club  | Nuove partecipanti |
| ---------------- | ------------------------------- | ----------------- | ----- | ------------------ |
| Primo Turno      | 9 ottobre/17 novembre 1873      | 14 (9 giocate)    | 28→14 | 28                 |
| Secondo Turno    | 15 novembre/20 dicembre 1873    | 7 (6 giocate)     | 14→7  | -                  |
| Quarti di Finale | 6 dicembre 1873/31 gennaio 1874 | 3                 | 7→4   | -                  |
| Semifinale       | 28 gennaio/28 febbraio 1874     | 2                 | 4→2   | -                  |
| Finale           | 14 marzo 1874                   | 1                 | 2→1   | -                  |

## Primo Turno
| Squadra Locale       | Punteggio                              | Squadra Ospite        | Data            |
| -------------------- | -------------------------------------- | --------------------- | --------------- |
| Marlow               | 0-1                                    | Pilgrims              | 9 ottobre 1873  |
| Royal Engineers      | 5-0                                    | Brondesbury           | 11 ottobre 1873 |
| Woodford Wells       | 3-2                                    | Reigate Priory        | 11 ottobre 1873 |
| Swifts               | 1-0                                    | Crystal Palace        | 18 ottobre 1873 |
| 1st Surrey Rifles    | 0-0                                    | Barnes                | 25 ottobre 1873 |
| Cambridge University | 1-0                                    | South Norwood         | 25 ottobre 1873 |
| Uxbridge             | 3-0                                    | Gitanos               | 28 ottobre 1873 |
| Upton Park           | 0-4                                    | Oxford University     | 29 ottobre 1873 |
| Shropshire Wanderers | 0-0                                    | Sheffield             | 30 ottobre 1873 |
| Clapham Rovers       | Qualificata per ritiro dell'avversaria | Amateur Athletic Club |                 |
| High Wycombe         | Qualificata per ritiro dell'avversaria | Old Etonians          |                 |
| Maidenhead           | Qualificata per ritiro dell'avversaria | Civil Service         |                 |
| Trojans              | Qualificata per ritiro dell'avversaria | Farningham            |                 |
| Wanderers            | Qualificata per ritiro dell'avversaria | Southall              |                 |

### Ripetizione
| Squadra locale | Punteggio | Squadra ospite       | Data             |
| -------------- | --------- | -------------------- | ---------------- |
| Barnes         | 1-0       | 1st Surrey Rifles    | 8 novembre 1873  |
| Sheffield      | 0-0       | Shropshire Wanderers | 17 novembre 1873 |

## Secondo Turno
| Squadra locale    | Punteggio                              | Squadra ospite       | Data             |
| ----------------- | -------------------------------------- | -------------------- | ---------------- |
| Clapham Rovers    | 1-1                                    | Cambridge University | 15 novembre 1873 |
| Maidenhead        | 1-0                                    | High Wycombe         | 22 novembre 1873 |
| Oxford University | 2-0                                    | Barnes               | 22 novembre 1873 |
| Sheffield         | 1-0                                    | Pilgrims             | 22 novembre 1873 |
| Swifts            | 2-1                                    | Woodford Wells       | 22 novembre 1873 |
| Royal Engineers   | 2-1                                    | Uxbridge             | 26 novembre 1873 |
| Wanderers         | Qualificata per ritiro dell'avversaria | Trojans              |                  |

### Ripetizione
| Squadra locale | Punteggio | Squadra ospite       | Data             |
| -------------- | --------- | -------------------- | ---------------- |
| Clapham Rovers | 1-1       | Cambridge University | 29 novembre 1873 |

### Seconda Ripetizione
| Squadra locale | Punteggio | Squadra ospite       | Data             |
| -------------- | --------- | -------------------- | ---------------- |
| Clapham Rovers | 4-1       | Cambridge University | 20 dicembre 1873 |

## Quarti di Finale
| Squadra locale  | Punteggio                                       | Squadra ospite    | Data             |
| --------------- | ----------------------------------------------- | ----------------- | ---------------- |
| Wanderers       | 1-1                                             | Oxford University | 6 dicembre 1873  |
| Royal Engineers | 7-0                                             | Maidenhead        | 10 dicembre 1873 |
| Clapham Rovers  | 2-1                                             | Sheffield         | 17 gennaio 1874  |
| Swifts          | Qualificata automaticamente al turno successivo |                   |                  |

### Ripetizione
| Squadra locale    | Punteggio | Squadra ospite | Data            |
| ----------------- | --------- | -------------- | --------------- |
| Oxford University | 1-0       | Wanderers      | 31 gennaio 1874 |

## Semifinale
| Squadra locale    | Punteggio | Squadra ospite | Data             |
| ----------------- | --------- | -------------- | ---------------- |
| Royal Engineers   | 2-0       | Swifts         | 28 gennaio 1874  |
| Oxford University | 1-0       | Clapham Rovers | 28 febbraio 1874 |

## Finale
| Squadra locale    | Punteggio | Squadra ospite  | Data          |
| ----------------- | --------- | --------------- | ------------- |
| Oxford University | 2-0       | Royal Engineers | 14 marzo 1874 |